# Сербин, Иван Юрьевич
Иван Юрьевич Сербин (укр. Іван Юрійович Сербин; ? — 1665) — брацлавский (1657—1658, 1663—1665) и уманский полковник, Войска Запорожского. Один из сподвижников Богдана Хмельницкого.

## Биография
По происхождению серб. Иван Сербин вступил в казацкое войско в 1653 году и благодаря храбрости и образованности обратил на себя внимание гетмана Богдана Хмельницкого. Сербин сформировал и возглавил Сербский компанейский (наёмный конный) полк, а в 1657 году Хмельницкий назначил Сербина брацлавским полковником. На этой должности Иван Сербин оставался и в период гетманства Ивана Выговского. Сербин под командой Выговского воевал с русскими, принимал участие в подавлении восстания Мартына Пушкаря и в нападении Данилы Выговского на Киев в 1658 году. Во время осады Киева был взят в плен воеводой Шереметевым и выслан в Москву. На допросе в Москве, Сербин рассказал о себе, что он уроженец сербского города Нови-Пазар, по происхождению шляхтич и родственник сербского митрополита Гавриила.
Послы нового гетмана Юрия Хмельницкого в декабре 1659 года «били челом, чтобы государь велел освободить пленных, Ивана Сербина и других». Царь простил Сербина и в 1660 году он вернулся на Украину, поселившись в Корсуни. После избрания гетманом Брюховецкого, Иван Сербин в 1663 году вновь назначен брацлавским полковником, был одним из руководителей восстания на Правобережной Украине 1663—1665 гг.
В 1664—1665 гг. воевал против поляков и гетмана Павла Тетери:
«Иван Сербин верною службою царю заглаживал прежнюю свою дружбу с Иваном Выговским: вышедши из Умани, он отнял у поляков три города: Бабаны, Косеновку и Кисляк, перерезавши всех бывших там ляхов. Поляки явились вслед за ним под Умань, но Сербин, сделавши вылазку, положил 120 человек на месте, а других, живых, как овец, в город загнал».
Погиб Иван Сербин в бою с поляками под Уманью в 1665 году.